# 若葉 (新宿区)
若葉（わかば）は、東京都新宿区の町名。現行行政地名は若葉一丁目から若葉三丁目。住居表示未実施。

## 地理
新宿区の南東部に位置し、町域の北から東は新宿区四谷一・二丁目、東から南は港区元赤坂、南西は新宿区南元町、西は同区須賀町に接する。
町域の南東部をJR中央線の高架（信濃町駅 - 四ツ谷駅）と、それに並走する首都高速4号新宿線（外苑 - 三宅坂ジャンクション）の高架橋が横切っている。新宿方面から走ってくる中央線と首都高速道路は、若葉1丁目の南端の崖から若葉1丁目の台地下を貫通する。これらのトンネルは、中央線が「御所トンネル」、首都高速が「赤坂トンネル」という名称で、それぞれ四ツ谷駅と赤坂見附方面に通じる。
二丁目付近には寺院も多く見られる。

### 地価
住宅地の地価は、2025年（令和7年）1月1日の公示地価によれば、若葉1丁目19番18の地点で115万円/m2となっている。

## 歴史
「若葉」の地名は、東京都制が施行された1943年（昭和18年）4月、新たに制定されたものである。

### 沿革
- 1911年（明治44年）5月1日:鮫河橋元町、鮫河橋南町、鮫河橋谷町一丁目及び二丁目が、元町、南町、谷町一丁目及び二丁目となる。
- 1943年（昭和18年）4月1日：東京都四谷区若葉（一、二、三丁目）として成立。
- 1947年（昭和22年）3月15日：区再編に伴い、新宿区若葉（一、二、三丁目）となる。

| 町名整理後 | 町名整理年               | 町名整理前                                             |
| ---------- | ------------------------ | ------------------------------------------------------ |
| 若葉一丁目 | 1943年（昭和18年）4月1日 | 仲町二丁目及び三丁目の全域、南伊賀町の全域、元町の一部 |
| 若葉二丁目 | 1943年（昭和18年）4月1日 | 谷町二丁目の全域、寺町の全域                           |
| 若葉三丁目 | 1943年（昭和18年）4月1日 | 谷町一丁目の全域                                       |

## 経済

### 産業
店舗・企業
- 竹村コーポレーション本社（設備工事の設計・施工、リノベーション、壁面緑化）
- たいやき わかば - 店舗名は地名からきている。たいやきの中のあんこをたくさん入れてくれる店舗として、東京都内でも有名なたい焼きの製造販売店。
- 三国 - レストランである。

かつて存在した企業
- 文化放送 - かつては文化放送の社屋が創業当初から地内にあったが、2006年7月に港区浜松町に移転した（跡地と新たに建てられたマンションは両方共文化放送が所有しており、同局の非常用送信設備が設けられている）。

## 世帯数と人口
2025年（令和7年）3月1日現在（新宿区発表）の世帯数と人口は以下の通りである。
| 丁目       | 世帯数    | 人口    |
| ---------- | --------- | ------- |
| 若葉一丁目 | 1,452世帯 | 2,590人 |
| 若葉二丁目 | 578世帯   | 962人   |
| 若葉三丁目 | 666世帯   | 993人   |
| 計         | 2,696世帯 | 4,545人 |

### 人口の変遷
国勢調査による人口の推移。
| 年                 | 人口  |
| ------------------ | ----- |
| 1995年（平成7年）  | 4,099 |
| 2000年（平成12年） | 3,944 |
| 2005年（平成17年） | 3,976 |
| 2010年（平成22年） | 4,050 |
| 2015年（平成27年） | 3,891 |
| 2020年（令和2年）  | 4,397 |

### 世帯数の変遷
国勢調査による世帯数の推移。
| 年                 | 世帯数 |
| ------------------ | ------ |
| 1995年（平成7年）  | 1,910  |
| 2000年（平成12年） | 1,997  |
| 2005年（平成17年） | 2,075  |
| 2010年（平成22年） | 2,184  |
| 2015年（平成27年） | 2,092  |
| 2020年（令和2年）  | 2,558  |

## 学区
区立小・中学校に通う場合、学区は以下の通りとなる（2018年8月時点）。
| 丁目       | 番地 | 小学校             | 中学校             |
| ---------- | ---- | ------------------ | ------------------ |
| 若葉一丁目 | 全域 | 新宿区立四谷小学校 | 新宿区立四谷中学校 |
| 若葉二丁目 | 全域 | 新宿区立四谷小学校 | 新宿区立四谷中学校 |
| 若葉三丁目 | 全域 | 新宿区立四谷小学校 | 新宿区立四谷中学校 |

## 交通
町域内には鉄道駅はないが、町域西部方面は東京メトロ丸ノ内線の四谷三丁目駅が、南部方面は中央・総武線（各駅停車）の信濃町駅が、東部方面は東京メトロ丸ノ内線・東京メトロ南北線・中央線の四ツ谷駅がそれぞれ利用可能である。

## 事業所
2021年（令和3年）現在の経済センサス調査による事業所数と従業員数は以下の通りである。
| 丁目       | 事業所数  | 従業員数 |
| ---------- | --------- | -------- |
| 若葉一丁目 | 149事業所 | 1,141人  |
| 若葉二丁目 | 53事業所  | 440人    |
| 若葉三丁目 | 12事業所  | 62人     |
| 計         | 214事業所 | 1,643人  |

### 事業者数の変遷
経済センサスによる事業所数の推移。
| 年                 | 事業者数 |
| ------------------ | -------- |
| 2016年（平成28年） | 180      |
| 2021年（令和3年）  | 214      |

### 従業員数の変遷
経済センサスによる従業員数の推移。
| 年                 | 従業員数 |
| ------------------ | -------- |
| 2016年（平成28年） | 1,642    |
| 2021年（令和3年）  | 1,643    |

## 施設
- 学習院初等科
- 祥山寺
- 法蔵寺
- 真英寺
- 東福院
- 妙行寺
- 真成寺
- 蓮乗院
- 信寿院
- 愛染院 - 高松喜六の墓、塙保己一の墓がある。
- 西念寺 - 服部半蔵の墓と槍がある。また、徳川家康の長男、松平信康の供養塔もある。

## 出身・ゆかりのある人物
- 安藤鶴夫（作家、演劇評論家、随筆家） - かつて若葉一丁目に居住していた[16]。
- 今福浩之（竹村コーポレーション社長）
- 竹村喜一（あるいは竹村喜市[17]、土木建築請負業） - 竹村工務店（現・竹村コーポレーション）創業者で、かつて四谷区谷町に居住していた[17]。

## その他

### 日本郵便
- 郵便番号 : 160-0011[3]（集配局 : 新宿郵便局[18]）。